# Срђан Цветковић
Срђан Цветковић (Топли До код Пирота, 1972) српски је историчар. Бави се темама: комунизам, државна репресија, дисиденти, људска права и Хладни рат, којима је посветио више десетина радова у домаћим и иностраним стручним часописима и зборницима. 
Цветковић је научни сарадник Института за савремену историју, а сарађивао је до 2009. са истраживако-издавачким центром Демократске странке као нестраначка личност. Од 2009.секретар је Државне комисије за тајне гробнице убијених после 12. септембра 1944. Један је од уредника часописа за преиспитивање прошлости - Херетикус. Критичари га сматрају једним од најистакнутијих представника „академског историјског ревизионизма” у Србији.

## Образовање
Основне,магистарске и докторске студије завршио је на Филозофском факултету у Београду.
- 2000. дипломирао на катедри за Историју Југославије (Етничке промене у Панчевачком срезу 1944–1953),
- 2005. магистрирао (Репресија у Србији 1944−1953),
- 2011. докторирао (Политичка репресија у Србији 1953−1985).

## Каријера
- Од 2006. ради као научни сарадник на Институту за савремену историју у Београду.
- Од 2009. је Државни секретар Комисије за тајне гробнице убијених после 12. септембра 1944.
- Од 2012. Коордиантор истраживања Међуакадемијске комисије САНУ-у и МАН за утврђивање цивилних жртава у Војводини 1941-1948.
- Учествовао је на домаћим и међународним научним скуповима и трибинама и одржао више предавања посвећених овим темама.
  - Као секретар Комисије за тајне гробнице оргнизовао је израду интерент базе података Отворена књига свих убијених после 12. септембра 1944. са више од 56.000 лица. А као координатор истраживања Међуакадемијске комисије САНУ и МАН организовао је израду интерент базе података свих цивилних жртава рата на тлу Војводине 1941.1948 године. ,

## Критике
Критичари истичу спорне тврдње у Цветковићевим делима, као што су чињеничне грешке, да релативизује улогу српских колаборациониста у Другом светском рату (Милана Недића, Велибора Јонића, Светислава Стефановића, Јована Тановића, Крсте Цицварића и других) изостављајући компромитујуће чињенице и да их представља као жртве комунистичког револуционарног терора.
Цветковић је секретар и главни оганизатор истраживања Државне комисије за тајне гробнице убијених после 12. септембра 1944. која је поименице пописала до сада око 60.000 лица и тиме готово потврдила раније Цветковићеве процене из књиге Између српа и чекића (2006).

## Изабрана библиографија
Монографије :
- Између српа и чекића, Репресија у Србији 1944−1953 Београд (2006);
- Између српа и чекића 2, Политичка репресија у Србији 1953−1985 Београд (2011);
- Између српа и чекића 3 Београд (2013);
- Портрети дисидената Београд (2007);
- Историја Демократске странке 1989−2009, коаутори : Коста Николић, Бојан Димитријевић, Б. Глигоријевић, Београд (2010);
- Бела књига 1984. Београд (2011);
- Рађање јеретика коаутор :Коста Николић, Београд (2011);
- Срби и Албанци коаутор : Коста Николић Београд,(2014);
- У име народа!, Београд (2014);
- Ада циганлија коаутори : Коста Николић, Зорица Маринковић Београд,(2015);
- Између српа и чекића 1 - ликвидација народних непријатеља, друго измењено и допуњено издање, Београд (2015).

Изложбе
- Аутор је изложбе У ИМЕ НАРОДА! − о репресији комунистичког режима у Србији (Историјски музеј Србије, април–август 2014) коју је видело више од 59.000 лица у четири града у Србији, Београд, Крагујевац., Краљево, Панчево што је квалификује у ред најпосећенијих изложби у Србији.
- Коаутор изложбе: Југославија од почетка до краја, Музеј Југославије (2012—2013).

Документарни филмови
- Сценариста је документарног филма У ИМЕ НАРОДА!, у режији Милутина Петровића